# Oudenaarde
Oudenaarde (fransk: Audenarde) er en by i provinsen Østflandern i Belgien, beliggende lidt syd for Gent. Indbyggertallet er pr. 1. januar 2022 på 31.866 mennesker, og byen har et areal på 68,06 km².

## Historie

### Middelalderen
Oudenaarde blev grundlagt på den venstre bred af floden Schelde, som i lang tid udgjorde grænsen mellem Frankrig og Det tysk-romerske Rige. I 1030 byggede grev Balduin 4. af Flandern et slot på dette sted. Tårnet i Oudenaarde (turris Aldenardensis) skulle fungere som et modstykke til den tyske kejsers bosættelse på den anden side af floden ved Ename. I det 13. århundrede blev tårnet erstattet af et større slot.
Grev Filip 1. af Flandern gav byen byrettigheder i 1150. Efterhånden opstod der to byfæstninger: Oudenaarde på venstre bred og Pamele på højre bred af Schelde. Det var først i 1558, at de to bycentre blev slået sammen. Oudenaarde mistede sine fæstningsværker efter slaget ved Bouvines i 1214 og blev indtaget af Gent i 1383.
Byen er også kendt som Margrete af Parmas fødested. Kejser Karl 5. fik et barn i Oudenaarde med væversken Johanna van der Gheynst, hvis datter kom til at regere Nederlandene som guvernør fra 1559 til 1567.

### Nyere tid
I 1555 abdicerede Karl 5. som herre over Nederlandene. Han blev efterfulgt af sin søn Filip 2. Under hans regeringstid gik gobelinindustrien næsten i stå. På det tidspunkt var det byens vigtigste indtægtskilde, og i 1556 var der mere end 8.000 arbejdsløse. Da hertugen af Alba ankom, emigrerede mange protestantiske indbyggere til de nordlige Nederlande. Byen blev besat af hollandske oprørere i 1577, indtil Alessandro Farnese indtog byen den 5. juli 1582 efter en belejring, der begyndte den 19. april, og annekterede den til de Spanske Nederlande.
I 1658 og 1667 invaderede franskmændene byen. I 1668 blev freden i Aachen indgået. Dermed blev byen en del af Frankrig. I efteråret 1674 blev byen uden held angrebet af den spanske hær i tre dage og returneret til Spanien ved freden i Nijmegen. I foråret 1684 bombede franskmændene byen igen, meget af byen blev reduceret til ruiner, og det skulle tage flere år for Oudenaarde at overvinde dette slag. Freden i Rijswijk gav byen tilbage til spanierne.
Den 11. juli 1708 fandt et vigtigt slag i den spanske arvefølgekrig sted i Oudenaarde og omegn. Under dette slag besejrede englænderne og hollænderne den franske hær. Englænderne blev i dette slag ledet af hertugen af Marlborough, som også ledede tropperne fra prins Eugen af Savoyen og marskal Hendrik van Nassau-Ouwerkerk. Franskmændene blev ledet af hertugen af Burgund. I 1714 blev det en del af de Østrigske Nederlande.
Den 11. maj 1745 invaderede franskmændene igen Oudenaarde i slaget ved Fontenoy. Østrigerne, englænderne og hollænderne blev derefter besejret af franskmændene under ledelse af Moritz af Sachsen.

### Tyvende århundrede
Under Første Verdenskrig blev kirken Sint-Walburgakerk alvorligt beskadiget under slaget ved Schelde den 1. november 1918. Kirkerne i Bevere, Eine og Heurne blev også ødelagt i dette slag. Efter at de allierede omgrupperede i november 1918, angreb tyskerne Oudenaarde med giftgas. De forårsagede mange civile tab.
Under Anden Verdenskrig blev Oudenaarde angrebet igen. På det tidspunkt var skaderne begrænsede. Det var dog først i 1949, at skaderne blev fuldt udbedret.
Indtil det 19. århundrede var byen omgivet af mure. I det 20. århundrede blev byens centrum opdelt. Nogle gamle gavlhuse blev revet ned på byens torv. Det skabte den brede passage til markedet. Det var først i 2006, at "hullet til markedet" blev lukket igen.
Tidligere slyngede en sidegren af Schelde sig gennem byens centrum. Den blev dog stort set lukket i 1950'erne. Rester af den kan stadig ses bag bybiblioteket og i byparken.

## Kultur og seværdigheder
Oudenaarde bliver nogle gange kaldt "de flamske Ardenners juvel". Byen har et imponerende rådhus i sengotisk stil, bygget af arkitekten Hendrik van Pede mellem 1527 og 1530.
Bybilledet i Oudenaarde domineres af det 90 meter høje tårn på Sint-Walburgakerk, som blev bygget i begyndelsen af det 17. århundrede. Kirken Onze-Lieve-Vrouwekerk i Pamele-kvarteret er et typisk eksempel på flamsk gotik. Det pittoreske beginerkloster i Oudenaarde har sin egen barokke kirke og kapel.
Oudenaarde ligger ved Schelde og har fire broer, herunder en vindebro nær byens centrum, en cykel- og fodgængerbro og Ohiobroen i Nederename, som blev bygget af staten Ohio for at erstatte den oprindelige bro, der blev ødelagt under Anden Verdenskrig. To statuer af bisonokser står på hver side af broen.
Andre krigsmonumenter omfatter en mindesøjle for canadiske infanterisoldater, der krydsede Schelde under Første Verdenskrig, og Tacambaro-monumentet på pladsen af samme navn, rejst til minde om flere indbyggere, der døde i den mexicanske uafhængighedskrig, og som består af en liggende kvinde, der kigger mod Mexico.
Maleren Adriaen Brouwer blev født i Oudenaarde, og Oudenaardes årlige ølfestival er opkaldt efter ham. Oudenaarde er også kendt for sin mørke øl og for Flandern Rundt. Byen har et cykelmuseum.